# James Williams (schermidore)
James Leighman Williams (Sacramento, 22 settembre 1985) è uno schermidore statunitense, vincitore di una medaglia d'argento nella scherma ai giochi olimpici.

## Palmarès
In carriera ha conseguito i seguenti risultati:
- Giochi Olimpici:

Pechino 2008: argento nella sciabola a squadre.
- Giochi Panamericani:

Rio de Janeiro 2007: oro nella sciabola a squadre ed argento individuale.
Guadalajara 2011: oro nella sciabola a squadre.